# Anlamani
Ankhkare Anlamani là một vị vua của vương quốc Kush, cai trị trong khoảng năm 620 - 590 TCN. Anlamani vẫn sử dụng các danh hiệu của một pharaon Ai Cập như các vua trước đó.

## Tiểu sử
Anlamani là con trai của vua Senkamanisken (có thể) và vương hậu Nasalsa. Em ruột của Anlamani, về sau kế vị ông, là Aspelta. Anlamani có một người vợ là Madiqen (hoặc Mediken), con gái nuôi của Nasalsa. Kheb, con gái của Anlamani và Nasalsa, lấy vua Aspelta.

## Chứng thực
Một bức tượng lớn của Anlamani được tìm thấy trong một hố chôn tại Gebel Barkal cùng với nhiều bức tượng vỡ khác. Một tấm bia được tìm thấy tại Kawa ghi lại hoạt động tổ chức lễ hội Amun của nhà vua. Trên tấm bia có nhắc đến tên của thái hậu Nasalsa và cho biết ông còn có bốn người chị em gái không rõ tên.
Anlamani được chôn cất tại ngôi mộ Nu.6 tại Nuri.

## Hình ảnh

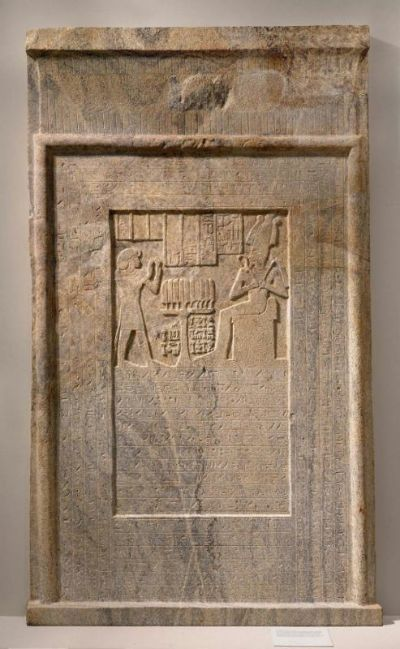
Tấm bia của Anlamani tại Kawa
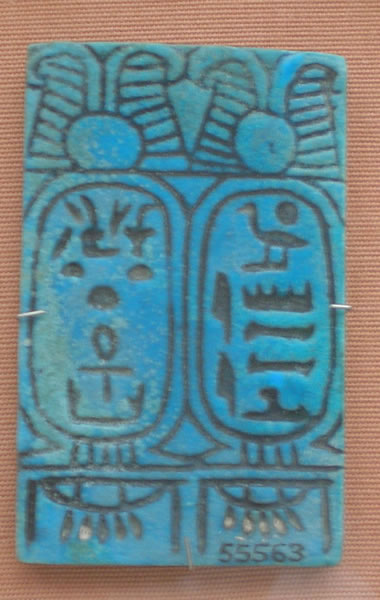
Khung tên của Anlamani
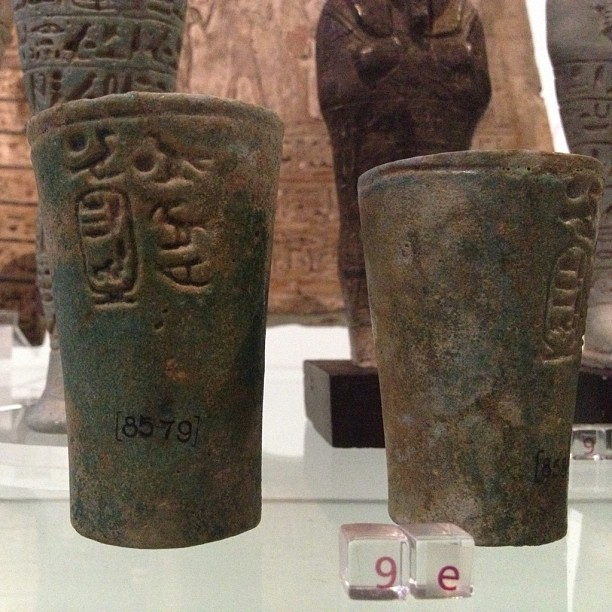
Những cốc sành mang tên vua Anlamani